# László Garamszegi
László Garamszegi [ˈlaːsloː ˈɡɒrɒmsɛɡi] (* 22. Januar 1978 in Budapest) ist ein ehemaliger ungarischer Radrennfahrer. Zu seinen größten Erfolgen zählt der Etappensieg bei der damals noch jugoslawischen Rundfahrt Paths of King Nikola 2004 und der nationale Meistertitel im Straßenrennen 2005.

## Erfolge
2004
- eine Etappe Paths of King Nikola

2005
- Ungarischer Meister – Straßenrennen

## Teams
- 2006 P-Nívó Betonexpressz 2000 Kft.se

- 2009 Betonexpressz 2000-Limonta